# Кхен (династия)
Кхены пришли ко власти в Ассаме, сменив династию Пала в XII веке. Смена династий охарактеризовала прекращение государства Камарупа, и начало нового царства Камата.
Согласно Госани-мангала (1823), Кхены обладали сомнительным происхождением, не были арийцами и получили влась после падения рода Пала. Этнически они скорее всего относятся к народности Кхенг из Бутана. Они поклонялись Каматашвари (также Чанди или Бхавани), что показывает отсутствие преемственности с прежними династиями, ведущими свой род от Наракасуры. Кхены переместили столицу из Камарупанагара в Каматапур на берегу реки Дхарла.
Во время правления кхенов появилась ранняя литература на ассамском языке.
В 1498 Каматапур занял Алауддин Хусайн-хан, но не смог удержать власть, местные правители при помощи короля Ахома Сухунгмунга победили бенгальцев в 1505 году. Тогда образовалась династия Куч.

## Правители
- Притху (c1185-1228)
- Сандхья (1228–1260)
- Синдху Рай (1260–1285)
- Руп Нараян (1285–1300)
- Сингхадхвадж (1300–1305)
- Пратапдхвадж (1305–1325)
- Дхарма Нараян (1325–1330)
- Дурлабх Нараян (1330–1350)
- Индра Нараян (1350–1365)
- Сасанка (Аримата) (1365–1385)
- Гаджанка (1385–1400)
- Сукранка (1400–1415)
- Мриганка(1415–1440)
- Ниладхвадж (1440–1460)
- Чакрадхвадж (1460–1480)
- Ниламбар (1480–1498)